# Bez mężczyzn
Bez mężczyzn (ang. Without Men) – amerykańska komedia z 2011 roku w reżyserii Gabrieli Tagliavini, powstały na podstawie powieści Tales from the Town of Widows z 2007 roku autorstwa kolumbijsko-amerykańskiego pisarza Jamesa Cañóna. Wyprodukowany przez wytwórnię Maya Entertainment. Główne role w filmie zagrali Eva Longoria, Christian Slater, Kate del Castillo i Oscar Nuñez.

## Fabuła
Panowie z południowoamerykańskiego miasteczka zostają wcieleni do komunistycznych oddziałów partyzanckich. Miejscowe kobiety pod wodzą Rosalby Viudy de Patiño (Eva Longoria) odnajdują się w nowej rzeczywistości. Wkrótce mężczyźni z Gordonem (Christian Slater) na czele wracają, aby odzyskać należną im pozycję.

## Obsada
- Eva Longoria jako Rosalba Viuda de Patiño
- Christian Slater jako Gordon Smith
- Oscar Nuñez jako ksiądz Rafael
- Kate del Castillo jako Cleotilde Huaniso
- Guillermo Díaz jako Campo Elias
- Maria Conchita Alonso jako Lucrecia
- Camryn Manheim jako Boss
- Paul Rodriguez jako Camacho
- Mónica Huarte jako Cecilia
- Yvette Yates jako Virgelina